# Isotoma taigicola
Isotoma taigicola är en urinsektsart som beskrevs av Fjellberg 1978. Isotoma taigicola ingår i släktet Isotoma och familjen Isotomidae. Inga underarter finns listade i Catalogue of Life.